# مصطفى علي عبد المولى
مصطفى علي بن أحمد بن عبد المولي جلبي الغاليبولي (1541م-1600)، ويعرف باسم "عالي أفندي" و "مصطفى علي الغاليبولي" (بالتركية: Gelibolulu Mustafa Âlî)‏، مؤرخ، بيروقراطي وشخصية أدبية كبيرة، شغل منصب دفتردارية بغداد سنة 993 ه‍/1585م، زمن الوالي الوند زاده علي باشا.

## أعماله
ولد مصطفى علي في 28 أبريل 1541 في غاليبولي، وهي بلدة محلية في الدردنيل بتركيا. والده، أحمد ابن عبد المولى، كان رجلًا متعلمًا وتاجرًا محليًا مزدهرًا. عم علي كان درويش الجلبي إمام السلطان سليمان. ربما كانت العائلة من أصل بوسني.
بدأ تعليمه الرسمي في سن السادسة وتخصص في الدين والمنطق. في سن الخامسة عشر، بدأ في كتابة الشعر وكتب في البداية تحت الاسم القلمي (الأمل)، ولكن قبل ذلك أخذ اسم (الجليل). واصل تعليمه في اسطنبول حيث درس أصول الشريعة والحروف والنحو. حصل على وظيفة أمام، بعد كتابة قصيدة، الشمس والقمر، في مدح الأمير سليم. دخل فيما بعد محكمة السلطان سليمان، لكن طموحه أغضب أعضاء المحكمة وأعيد إلى محكمة الأمير.
أثناء عمله في محكمة الأمير، قبل عرضًا للعمل كسكرتير سري لاله مصطفى باشا، الذي كان معلم سابق للأمير. للسنوات العشرين التالية، كانت حياته مصاحبة الوزير. أرسل في مهمات إلي أجزاء مختلفة من الإمبراطورية العثمانية والشرق الأوسط بما في ذلك حلب ودمشق ومصر.
عندما خلف السلطان سليم الثاني والده على العرش، دخل سليم باشا ومصطفي المحكمة الملكية في إسطنبول. انتهز مصطفي الفرصة لدخول المجتمع الأدبي والاختلاط مع الشخصيات الأدبية البارزة في ذلك الوقت. ولكن ذلك لم يطل حيث تم تكليفه بمهام عسكرية وقضى سبع سنوات في البوسنة، وبعد ذلك خدم أدوارًا إدارية مختلفة في المدن الإقليمية البعيدة مثل بغداد ودلماسية. ورأى أن هذه المناصب العسكرية والإدارية غير مناسبة له، كرجل علم وأدب. كان يلجأ بانتظام إلى المحكمة من أجل تعيينات أفضل وحاول محاولة يائسة أن يجد طريق العودة إلى إسطنبول، ولكن دون جدوى. ومع ذلك، حفزت إحباطاته المستمرة فترة نشطة من الإنتاج الأدبي. وكتب العديد من أفضل أعماله خلال هذه الفترة. خلال فترة وجوده في بغداد، استغل الفرصة لإجراء بحث عن تاريخه الكبير، نُشر لاحقًا باسم "كُنه الأخبار" (Künhü'l-aḫbār) ومعناها "جوهر التاريخ".
في يوليو 1599 سافر إلى القاهرة قبل توليه منصبه الأخير كحاكم لجدة. أمضى خمسة أشهر في مصر، حيث ألف كتابًا عن عادات وتقاليد القاهرة. مرض في جدة وتوفي هناك عن عمر يناهز 58 عامًا. 

### قائمة مختارة من أعماله
لمصطفي علي حوالي 55 عملاً. لم يقم فقط بكتابة أعماله، بل قدم أيضًا بعض الرسوم التوضيحية. في ذلك الوقت، كان توضيح الأعمال التاريخية اتجاهًا جديدًا.
- Nuṣḥatü's-selāṭīn [محامي السلاطين] ، 1581
- Nusretnāme [كتاب النصر] ، 1580 - تاريخ مصور لحملة شروان
- C'mi'i'l-Buhür der Mecalis-i-Sür [تجمع البحار] ، 1583
- Menlāab-i Hüner-Verān [أعمال ملحمية للفنانين والخطاطين ] ، 1586
- Ferā'i'dü'l-Vilāde [لآلئ الولادة الفريدة] ، 1587
- Künhü'l-aḫbār [جوهر التاريخ] ، 1587
- Mir'atü-avālim [مرآة العالم] ، ج. 1587
- Sadef-i Sad Guher [بريق مائة مجوهرات] ، 1593
- Mevadü'n-nefa'is fı qavā'idi'l Mecālı's [جدول الشهية فيما يتعلق بالقواعد الاجتماعية] ، 1599 - عمل يفصل آداب السلوك في القاهرة

رسوم توضيحية مختارة من كتاب مصطفى علي، نصرت نام 
- خروج الجيش من القصر
- لالا مصطفى باشا في المخيم بعد فوزه
- مأدبة قدمها لالا مصطفى باشا إلى الإنكشاريين
- الجيش العثماني في تفليس عام 1578

## قائمة المراجع
- Fleischer، Cornell (1986). Bureaucrat and Intellectual in the Ottoman Empire: The Historian Mustafa Âli, 1541-1600. Princeton: Princeton University Press. ISBN:978-1-59740-462-4.

## روابط خارجية
- Les calligraphes et les miniaturistes de l'Orient musulman بقلم هوارت ، كليمنت - نسخة رقمية من عمل يعتمد على أعمال مصطفى علي الملحمية لأعمال الخطاطين والفنانين